# End of Flowers
End of Flowers – wydany w 1996 roku album niemieckiego zespołu Diary of Dreams.

## Lista utworów
| Nr  | Tytuł utworu        | Długość |
| --- | ------------------- | ------- |
| 1.  | „End Of Flowers”    | 7:18    |
| 2.  | „Victimized”        | 5:44    |
| 3.  | „A Fool To Blame”   | 6:47    |
| 4.  | „Scars Of Greed”    | 6:31    |
| 5.  | „Oblivion”          | 6:23    |
| 6.  | „Cold Deceit”       | 5:47    |
| 7.  | „Retaliation”       | 5:47    |
| 8.  | „Willow”            | 6:51    |
| 9.  | „Deviation”         | 5:48    |
| 10. | „Eyesolation”       | 7:43    |
| 11. | „Tears Of Laughter” | 8:21    |
|     |                     | 1:13:00 |